# Cucullia biradiata
Cucullia biradiata là một loài bướm đêm trong họ Noctuidae.